# Болгаро-германские отношения
Болгаро-германские отношения — двусторонние дипломатические отношения между Болгарией и Германией.

## История
Во время Первой мировой войны (1914—1918) Третье Болгарское царство и Германская империя воевали на одной стороне в составе коалиции Центральных держав, подписав в 1915 году секретный Болгаро-германский договор. После своего поражения и территориальных потерь в Балканских войнах (1912—1913) Болгария начала пересматривать свои внешнеполитические ориентиры и отворачиваться от своего традиционного союзника Российской империи. С 1914 по 1915 год Болгария оставалась нейтральной в Первой мировой войне, а в 1915 году Германская империя и Австро-Венгрия стали склонять на свою сторону Болгарию, чтобы победить Сербию военным путем и тем самым открыть прямой путь из Германии в Османскую империю и укрепить Восточный фронт против Российской империи. Болгария в обмен на участие в войне настаивала на крупных территориальных приобретениях, особенно исторической области Македонии, которую Австро-Венгрия не хотела предоставлять, пока не настоял Берлин. В 1915 году правительство премьер-министра Болгарии Васила Радославова объявило о вступлении в войну на стороне Центральных держав, которая окончилась в 1918 году их поражением.
В 1941 году Болгария подписала Берлинский пакт, заключив военный союз со странами «оси» и их союзниками. Болгария во Второй мировой войне воевала на стороне Германского рейха, потерпев поражение в 1944 году. Во время Холодной войны Народная Республика Болгария и Германская Демократическая Республика были членами военного блока Организация Варшавского договора до объединения Германии в 1990 году.

## Экономические отношения
Страны поддерживают тесные экономические отношения. С 2014 года Германия является самым важным торговым партнером Болгарии и считается крупнейшим экспортным рынком и поставщиком товаров для Болгарии. Около 5000 германских компаний присутствуют на рынке Болгарии, а 1200 из них имеют свои филиалы в этой страны. В 2016 году объём товарооборота между странами составил сумму около 6,6 млрд евро (германский экспорт в Болгарию составил 3,4 млрд евро, а германский импорт из Болгарии 3,2 млрд евро). В Германско-болгарской торгово-промышленной палаты (DBIHK) 540 участников. Жители Германии составляют третью по численности группу туристов в Болгарии, насчитывающую 700 000 человек.

## Дипломатические представительства
- Болгария имеет посольство в Берлине[4].
- У Германии имеется посольство в Софии, а также генеральные консульства в Пловдиве и Варне[5].